# Pekka Päivärinta

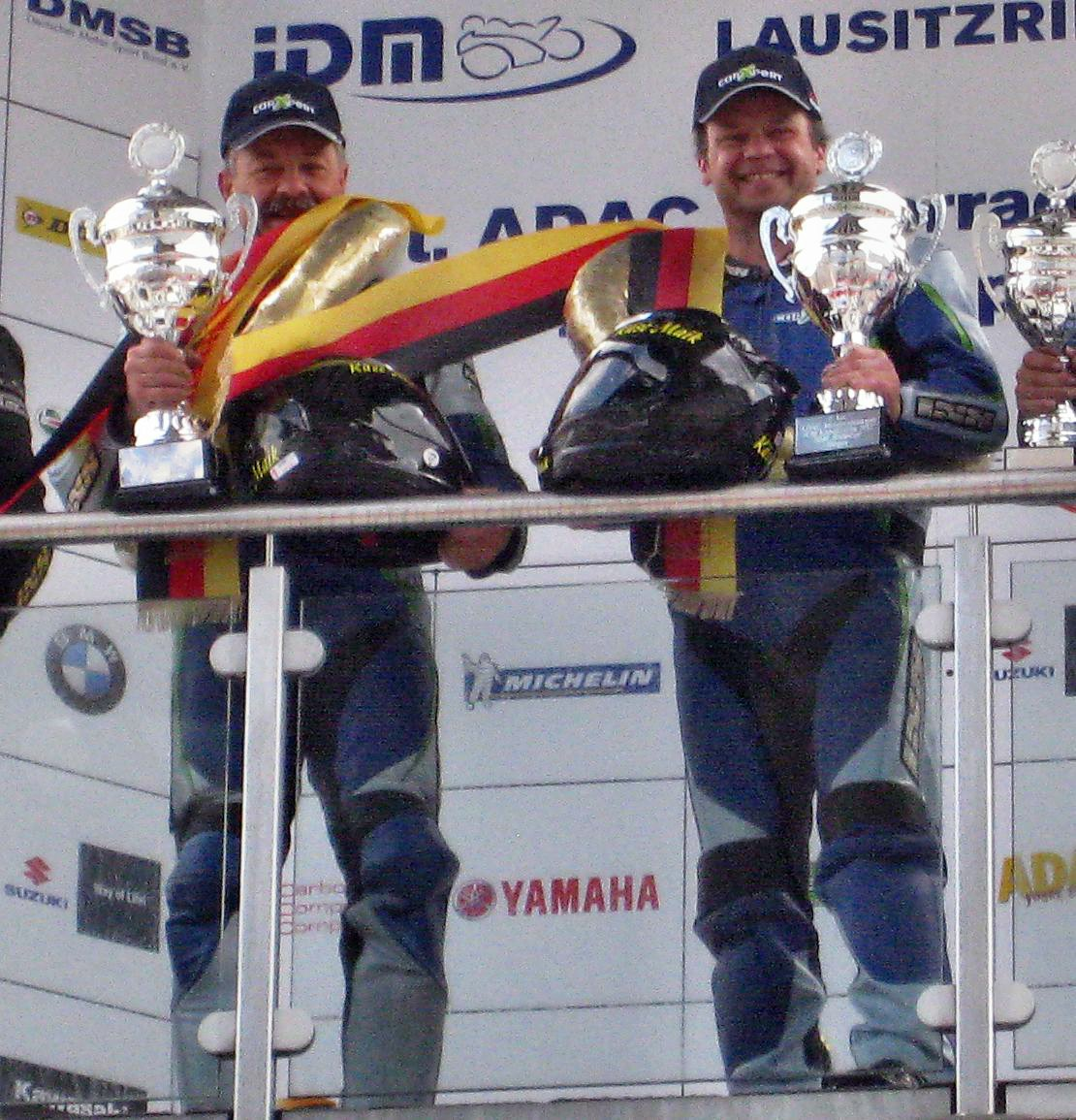
Pekka Päivärinta (rechts) en Adolf Hänni na hun overwinning bij de IDM race in Lausitz in 2012

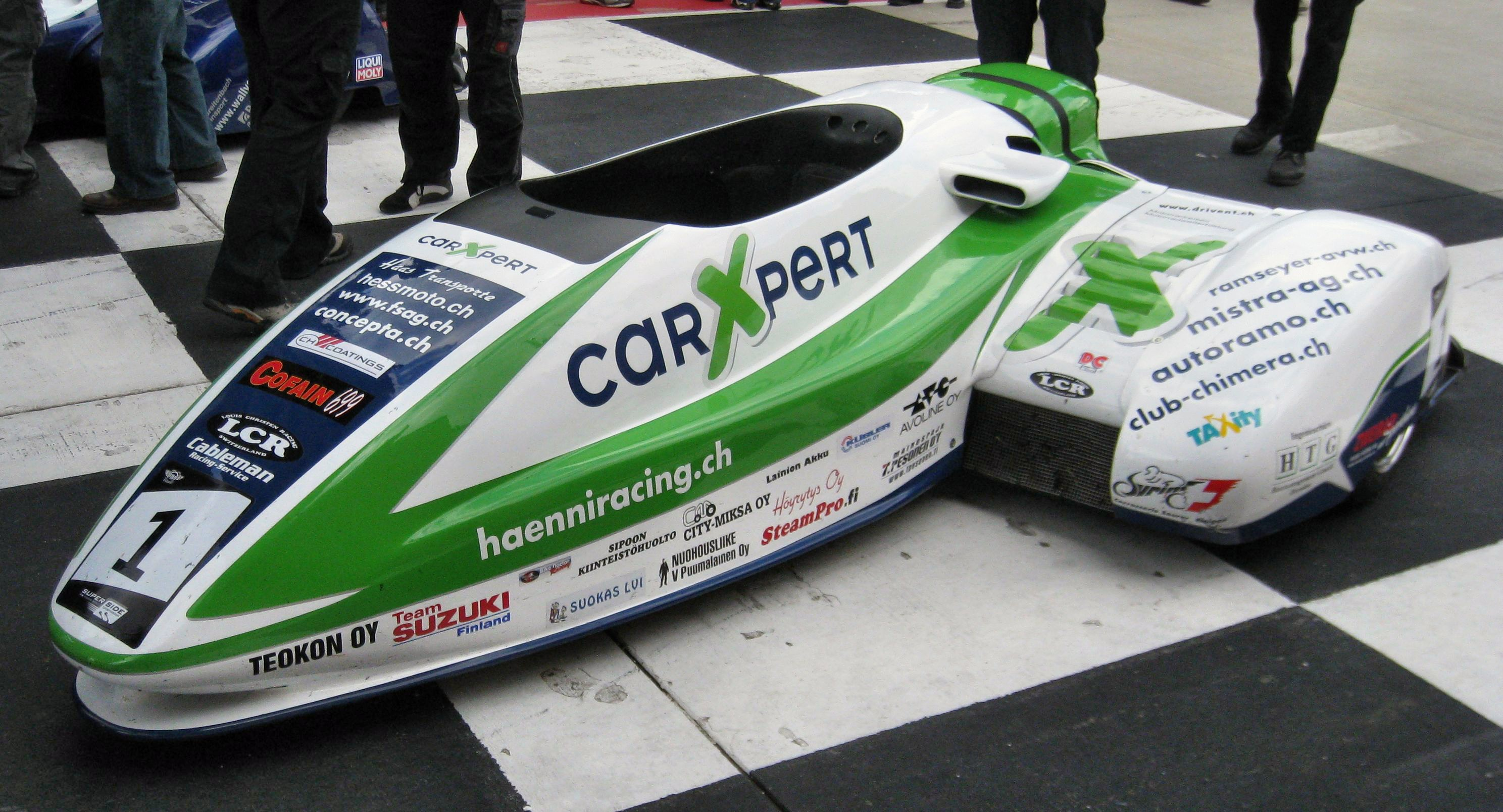
LCR zijspancombinate van Pekka Päivärintas van het seizoen 2012

Pekka Päivärinta (11 januari 1971) is een Finse zijspancoureur. Hij is vijfvoudig wereldkampioen.

## Jeugd
Jorma Päivärinta, de vader van Pekka Päivärinta, was een succesvol zijspanracer. Hij nam zijn zoon mee naar wedstrijden, en gaf hem een eigen brommer toen hij 6 was. Op 12-jarige leeftijd kreeg hij zijn eerste officiële racelicentie en begon hij te motorcrossen. Later stapte hij over op de speedway, en ’s winters daad hij aan ijsracen.

## Zijspanracen
Na jaren op solomotoren te hebben geracet, trad Päivärinta op 22-jarige leeftijd in de voetsporen van zijn vader Jorma en ging zijspanracen.

### Finse Kampioenschappen
Hoewel in de jaren ’90 het niveau in het Finse zijspanracen behoorlijk hoog was behaalde Päivärinta in 1994 zijn eerste Finse kampioenschap. Hij herhaalde die prestatie in 1998 en 1999 met bakkenist Pekka Kuismanen, in 2003 met Harri Hiljanen. Door zijn deelname aan de WK kon Päivärinta de meeste seizoenen daarna slechts 1 of 2 wedstrijden om het Fins kampioenschap rijden. In 2007 won Päivärinta met Timo Karttiala nog wel de Finse beker.

### Europese kampioenschappen
Na vier Finse kampioenschappen nam Päivärinta met de Zweedse bakkenist Peter Wall in 2004 deel aan het Europees kampioenschap. Het seizoen verliep goed en het team eindigde als vijfde.

### FIM Wereldkampioenschappen / World Series
Vanaf het seizoen 2005 nam Päivärinta deel aan de FIM Wereldkampioenschappen/World Series zijspanrace. In Duitsland behaalde hij met Wall met een derde plaats hun eerste podiumplek, en ze wonnen hun eerste WK-race in Kroatië. Aan het einde van het seizoen eindigde het paar als vierde.
In het seizoen 2006 kregen Päivärinta en zijn nieuwe bakkenist Aki Aalto een ongeval waarbij Aalto zijn been verwondde. Timo Karttiala, die al succesvol was als bakkenist in verschillende zijspandisciplines en toevallig de zoon was van Kari Karttiala, die bakkenist was geweest van Päivärinta’s vader Jorma, werd zijn nieuwe bakkenist. Ze eindigden als tweede in de eindstand van het WK.
In 2008 won Päivärinto met Karttiala voor het eerst het FIM Wereldkampioen zijspanrace op een LCR zijspancombinatie met een Suzuki GSXR1000 motor. Hij was de eerste Fin die de wereldtitel zijspanracen won. Päivärinta werd ook in 2010, 2011 en 2013 wereldkampioen, met de ervaren Zwitserse bakkenist Adolf Hänni. In 2016 werd hij voor de vijfde maal wereldkampioen op een LCR-BMW, waardoor zijn bakkeniste Kirsi Kainulainen de eerste vrouwelijke wereldkampioen werd.

Päivärinta won daarnaast WK-zilver in 2006, 2007, 2009, 2017, 2018 en 2019 en WK-brons in 2015 en 2021.
In het coronaseizoen 2020 reed Päivärinta aan met de Franse bakkeniste Emmanuelle Clément. Er werd dat jaar geen FIM Wereldkampioenschap gehouden. Päivärinta en Clément eindigden als vijfde in het Internationale Deutsche Motorradmeisterschaft (IDM).
In het seizoen 2021 nam Päivärinta deel aan het FIM Wereldkampioenschap zijspanrace met de Nederlandse bakkeniste Ilse de Haas. Het team eindigde als derde in het WK, achter het Zwitserse duo Markus Schlosser/Marcel Fries en Todd Ellis met Emmanuelle Clément.

### IDM
Van 2010 t/m 2012 deed Päivärinta met de Zwitserse bakkenist Adolf Hänni mee aan de Internationale Deutsche Motorradmeisterschaft (IDM). In 2010 werden ze derde, en in 2011 en 2012 wonnen ze het IDM.

## IJsracen
Met Kirsi Kainulainen nam Päivärinta ook deel aan ijsraces in de zijspanklasse. Ze behaalden in het Finse kampioenschap in 2014 en 2016 de tweede plaats en werden vijfde in 2015.

## Resultaten
Wereldkampioenschap zijspanrace

 2008, 2010, 2011, 2013
, 2016

 2006, 2007, 2009, 2017, 2018, 2019

 2015, 2021

Internationale Deutsche Motorradmeisterschaft (IDM) zijspan

 2011, 2012

 2010

Fins kampioenschap zijspanrace

 1994, 1998, 1999, 2003

 2008

 2018 (met Jussi Veräväinen)
Finse beker

 2007

Fins kampioenschap ijsraces, zijspanklasse

 2014, 2016 (met Kirsi Kainulainen)